# Sơn cúc hai hoa
Sơn cúc hai hoa (danh pháp khoa học:Melanthera biflora) là một loài thực vật có hoa trong họ Cúc. Loài này được (L.) Wild miêu tả khoa học đầu tiên năm 1965.